# Copelatus vitraci
Copelatus vitraci is een keversoort uit de familie waterroofkevers (Dytiscidae). De wetenschappelijke naam van de soort is voor het eerst geldig gepubliceerd in 1948 door Legros.